# (8299) Téaleoni
(8299) Téaleoni es un asteroide que forma parte del cinturón de asteroides y fue descubierto el 9 de octubre de 1993 por Eric Walter Elst desde el Observatorio de La Silla, Chile.

## Designación y nombre
Téaleoni recibió inicialmente la designación de 1993 TP24.
Más adelante, en 2002, se nombró en honor de la actriz estadounidense Téa Leoni.

## Características orbitales
Téaleoni orbita a una distancia media de 2,185 ua del Sol, pudiendo alejarse hasta 2,432 ua y acercarse hasta 1,938 ua. Tiene una inclinación orbital de 4,465 grados y una excentricidad de 0,1131. Emplea 1180 días en completar una órbita alrededor del Sol. El movimiento de Téaleoni sobre el fondo estelar es de 0,3051 grados por día.

## Características físicas
La magnitud absoluta de Téaleoni es 14,6.